# Culicoides magnus
Culicoides magnus är en tvåvingeart som beskrevs av Colaco 1946. Culicoides magnus ingår i släktet Culicoides och familjen svidknott. Inga underarter finns listade i Catalogue of Life.